# Bánffy Miklós (író)
Gróf losonci Bánffy Miklós Pál Domokos (Kolozsvár, 1873. december 30. – Budapest, 1950. június 6.) magyar polihisztor; író, grafikus, díszlet- és jelmeztervező, színpadi rendező, politikus, külügyminiszter. Íróként a Kisbán Miklós álnevet is használta. Az egyik legnagyobb erdélyi földbirtokkal rendelkezett család tagja. Vele férfiágon kihalt a losonci Bánffy család grófi ága.

## Családja és származása
Édesapja gróf losonci Bánffy György (1843–1929), főajtónálló, valóságos belső titkos tanácsos, császári és királyi kamarás, aranysarkantyús, nagybirtokos, édesanyja báró Bánffy Irma (1852–1875) volt. Apai nagyszülei gróf losonci Bánffy Miklós (1801–1894), valóságos belső titkos tanácsos, császári és királyi kamarás, főpoharnokmester, főispán, nagybirtokos, és gróf iktári Bethlen Katalin (1814–1871) fia. Anyai nagyszülei báró losonci Bánffy Albert (1818–1886), főispán, nagybirtokos, és gróf galántai Esterházy Ágnes (1827–1899) palotahölgy, a Kolozsvári Nőegylet elnöke voltak. Idősebb gróf Bánffy Miklós (1801–1894) Alsó Fehér vármegye főispánja 1856. január 24-én osztrák grófi címet szerzett adományban Ferenc József császártól; az 1867-ben magyar királlyá is koronázott uralkodótól 1880. augusztus 10-én magyar grófi címet szerzett.

### Házassága és leszármazottjai
Váradi Aranka (Budapest, 1886. március 11. – Mallorca, 1966. január 5.) színésznő második férje volt, akivel 1939. január 25-én Budapesten, a Józsefvárosban kötött házasságot. A menyasszony szülei dr. Váradi Antal (1854–1923) bölcseleti doktor, drámaíró, a Kisfaludy Társaság tagja, a Petőfi Társaság főtitkára, magyar királyi udvari tanácsos, országos színművészeti akadémiai igazgató, és windsori Hickmann Gabriella (1855–1945) voltak. Bánffy Miklós gróf és Váradi Aranka frigyéből született:
- gróf losonci Bánffy Katalin (Budapest, 1924. június 5. – 2025)[19] memoáríró. Férje: Ted Jelen.

## Élete
Miután gyermekkorától végig magánúton tanulva letette éves vizsgáit, 1891-ben érettségizett a nem sokkal azelőtt alapított Magyar Királyi Állami Gimnáziumban. Egyetemi tanulmányait Kolozsvárott és Budapesten végezte. A Ráday Levéltárban őrzött egyetemi indexe szerint 1891-ben iratkozott be a Kolozsvári Magyar Királyi Ferenc József Tudományegyetem jog- és államtudományi szakára. Ilyen beírások olvashatók az 1891–93-as évekből: „Szorgalmasan látogatta az előadásokat” (Szádeczky Kardos Lajos), „Jó előmenetelű” (dr. Óváry Kelemen). 1892-ben a Magyar Diákszövetség Kolozsvári Osztályának elnöke lett. 1893-tól a budapesti Pázmány Péter Tudományegyetemen folytatta tanulmányait. Miután államtudományokból ledoktorált, bekapcsolódott az erdélyi szövetkezeti mozgalomba, és az Erdélyi Gazdasági Egylet gyűlésein is felszólalt.
1946-ban leánya Bánffy Katalin férjhez ment Ted Jelenhez, az amerikai hadsereg magyarországi diplomáciai szolgálatában álló hadnagyához, akivel annak afrikai állomáshelyére, előbb Casablancába, majd Tangerbe került. Apa és leánya többé soha nem találkoztak.
A második világháború után Romániában ellehetetlenítették kulturális tevékenységét, ezért a megélhetését nem tudta biztosítani. 1949 augusztusában levélben folyamodott Petru Groza miniszterelnökhöz, kérve az útlevél megadását. Rámutatott, hogy megélhetés híján csak az éhenhalás vagy az öngyilkosság között választhat. Szeptember 30-án kapta meg útlevelét. Október 15-én már betegen érkezett Budapestre, felesége ápolta, de tíz nap után be kellett fektetni Haynal Imre professzor klinikájára.
1950. június 6-án halt meg a kórházban. Június 10-én temették Ravasz László református püspök Jeremiás próféta 9,23–24. verseire alapuló beszédével a Farkasréti temetőben. 1976 őszén exhumálták, elhamvasztották, és Kolozsvárra szállították, hogy kívánságának megfelelően a Házsongárdi temetőben, a családi kriptában helyezzék örök nyugalomra.
A kolozsvári temetésre október 29-én került sor. Alig harmincan álltak a kripta bejáratánál, de közöttük ott volt a kortárs és barát Kós Károly és a már nagybeteg munkatárs Mikó Imre. Mindketten egy éven belül távoztak az élők sorából. A bonchidaiak nevében Bálint József református lelkész mondott szép beszédet, s hozott egy kis hazai földet, dércsípte lombot az atyai ház közeléből. Az egyházi szertartást Csutak Csaba kolozsvári esperes végezte.

## Politikai tevékenysége
60 000 holdas birtokával az ország egyik legnagyobb földesurának számított, s így kötelességének érezte, hogy a közért is tegyen. 1899-ben tiszteletbeli fogalmazó lett a fiumei tengeri hatóságnál. 1900-tól Berlinben a külföldi szaktudósítói hálózatnál segédtudósító volt. 1901-től szabadelvű, majd 1910-től pártonkívüli programmal országgyűlési képviselő lett, később a Nemzeti Munkapárthoz csatlakozott. 1906-tól 1909-ig Kolozs vármegye és Kolozsvár főispánja volt.

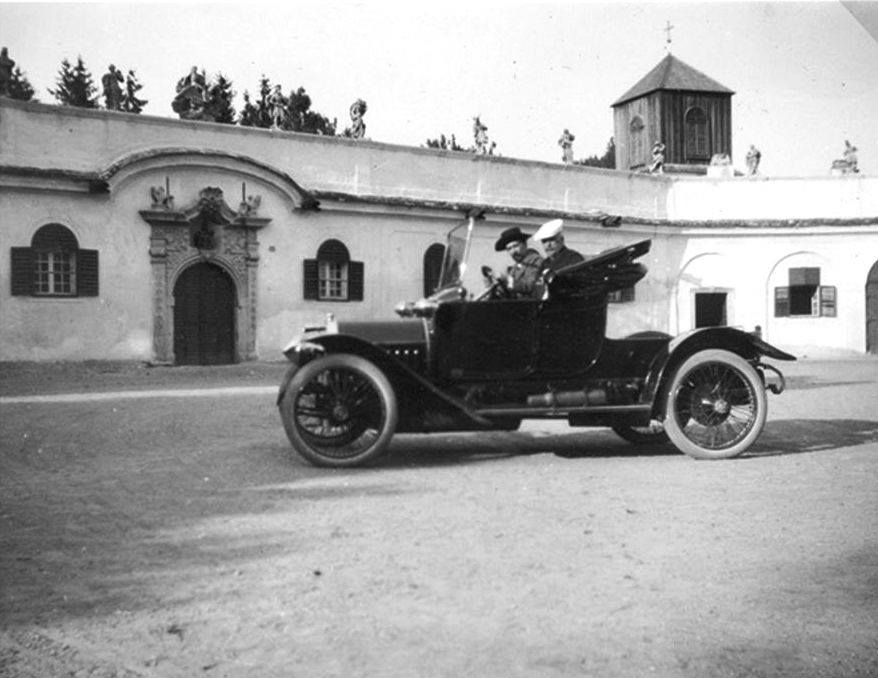
Bánffy György és Bánffy Miklós Bonchidán

Az első világháború kitörésekor az erdélyi hadtestnél szolgált, majd a német Süd-Armee Commandóhoz vezényelték. Politikai felfogása Tisza Istvánéhoz hasonló volt, s a háború alatt, a kormány megbízásából több alkalommal járt Konstantinápolyban és Szófiában. Frontszolgálatáról igen keveset lehet tudni.
1916-ban IV. Károly koronázási ünnepségének kormánybiztosa volt, ám békepárti politikusként a díszes felvonulási sor végére beállított a háborúban megrokkant obsitos katonákat is. Ez sokakban visszatetszést keltett; ünneprontónak tartották.
Emlékeim című írásában olvashatjuk élményeit az összeomlás, az őszirózsás forradalom utáni időkről, s ad remek portrét Károlyi Mihályról: „Ember voltában, úgy hiszem, jobban ismertem, mint bárki. Közeli rokonom, és (…) legtávolabbi gyerekkorunk óta – én hétéves voltam és ő hat, midőn tehát először találkoztunk – úgyszólván testvéri barátság fűzött hozzá, mely utóbb az ifjúság viharos éveit is betöltötte. Fönnmaradt továbbra az is, bár az élet lassanként más-más utakra vitt – más-más utakra vitt a természetünk is –, míg végül fölfogásban és világnézetben egymástól teljesen elszakadtunk. Mégis fönnállott közöttünk a gyermekkorból eredő intim viszonyunk. Tegyük hozzá, Károlyi Mihály és leánytestvére első unokatestvérek gyermeke. Talán ez volt az oka, hogy nyúlszájjal és farkastorokkal jött a világra (…). Születésekor az anyja már tüdőbajos volt, és alig három év múlva meghalt. A hátrahagyott két árvát nagyanyjuk, a nagynéném veszi magához.”
1918 legutolsó napján Bánffyt a Székely Nemzeti Tanács, egészen pontosan annak tényleges vezére, Bethlen István megbízta, utazzék nyugatra. A cél: fölvilágosítani egy semleges küldött által a győztes hatalmakat, mi az igazi helyzet Magyarországon, és milyen teljes belső összeomlás lesz, ha győz az előretörő bolsevizmus. Sorra járta Bécset, Berlint, Hágát, majd elérte Bethlen sürgönye Bécsből: „Gyere azonnal!” – ami egyben Budapesten a kommün végnapjait is jelentette, a pénznek végén járó Bánffy számára pedig (aki az utóbbi időben már portréfestésből tartotta fenn magát), nagy megkönnyebbülést.
1921. április 14. és 1922. december 19. között a Bethlen-kormányban külügyminiszteri tisztséget töltött be.
A Magyar Királyság kormánya hibázott, amikor olyan hiú reményekkel áltatta magát, hogy a békeszerződés országgyűlési jóváhagyásával megszűnik a gyűlölködés Közép-Európában, a rend, a nyugalom, az igazság lesz úrrá a térségben, és a győzők kényének kiszolgáltatott, üldözött magyar kisebbségek ezentúl elviselhető körülmények között, anyagi, társadalmi és vallási téren akadálytalanul fejlődve élhetnek. Ám ebben a magyar királyi kormány alaposan tévedett. Pedig a legnagyobb hálával eltelve vette tudomásul a nagyköveti konferencia határozatát, amely szerint a Nemzetek Szövetségének továbbítják a magyar nemzeti kisebbségekkel kapcsolatban megfogalmazott panaszait. Ugyancsak hálával értesült arról, hogy a Nemzetek Szövetsége úgy döntött: védőszárnyai alá veszi a nemzeti kisebbségeket. A Nemzetek Szövetségének Tanácsa 1920. november 29-i ülésén jelesül úgy határozott, hogy a Jugo-Szláviában és Cseh-Szlovákiában élő kisebbségeket helyezi védelem alá. Ugyanakkor a Tanács úgy vélekedett, nem szükséges a védelmet a romániai magyar kisebbségekre kiterjeszteni, arra hivatkozva, hogy a Románia és a szövetséges főhatalmak között megkötött kisebbségvédelmi szerződés csak akkor lép életbe, ha a trianoni szerződést három nagyhatalom ratifikálja.

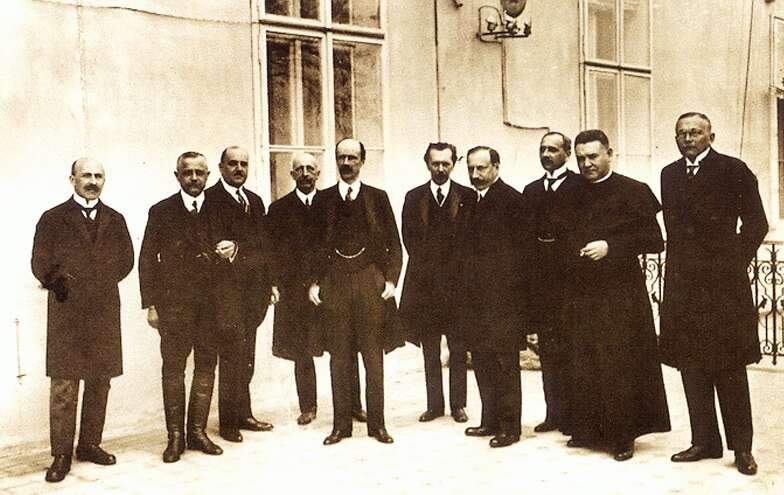
Az 1921-es Bethlen-kormány

Külügyminisztersége bő másfél esztendejéről, amely az ország 20. századi történetének igen feszült időszaka volt (ekkor került sor Magyarországnak a Népszövetségbe való felvételére, s többek között erre az időre esett a trianoni békeszerződés döntését megkérdőjelező sikeres soproni népszavazás, a IV. Károly visszahozását megkísérlő „királypuccs”, mindkettő rendkívüli nemzetközi bonyodalmakkal), Bánffy Miklós részletesen írt 1946-ban megkezdett, de befejezetlenül maradt, s Huszonöt év címmel 1993-ban megjelent visszaemlékezéseiben.
A külügyminiszterségről való lemondása után Bánffy Miklós Klebelsberg Kuno felkérésére elvállalta a Képzőművészeti Tanács elnöki tisztét. Ekkor került sor erdélyi hazalátogatására, amely vízválasztó lett az életében: rájött arra, hogy mit is jelent számára Erdély, Bonchida, és ekkor merült fel benne a hazatérés gondolata.
1926-ban visszatért a Románia részévé vált Erdélybe. A román király kezéből személyesen kapott román állampolgárságot azzal a feltétellel, hogy tíz évig nem fog politizálni. Felismerte, hogy az akkori romániai politikai viszonyok között a legfontosabb feladat a megmaradáshoz elengedhetetlen kulturális intézmények megtartása, a kisebbségi helyzet szorításában működésük biztosítása. Mikó Imre Bánffy Miklós emberközelben című visszaemlékezésében a következőket írta: „Bukarestben (Bánffynak) első dolga az volt, hogy beiratkozzék a Jockey-klubba és társadalmi kapcsolatot teremtsen azokkal, akik akkor számítottak. Elragadtatással beszélt egy öreg Hurmuzachiról, akivel – úgy látszik – legjobban megértették egymást. Lehet, hogy meg is írta a Megszámláltattál … valamelyik figurájában, hiszen az arisztokráciának közös vonásai voltak, akár román volt, akár magyar. Imponált neki Armand Calinescu esze és erélye, Grigore Gafencu sima modora, Argetoianu cinizmusa”. Erkölcsi és anyagi támogatását érezhette az elnyomott magyarság anyagi talpra állása és megmaradása szempontjából kivételes jelentőségű Erdélyi Magyar Gazdasági Egyesület (EMGE), a magyar tudományosság erdélyi fellegvára, az Erdélyi Múzeum-Egyesület és a magyar közművelődés szervezete, az Erdélyi Magyar Közművelődési Egyesület (EMKE) is. Az Erdélyi református egyházkerület főgondnokává választották, amelyben Makkai Sándor, majd Vásárhelyi János püspök oldalán szerepe volt a magyar felekezeti iskolák megvédésében, megtartásában és gyarapításában is.
Hazatérésével a legnagyobb riadalmat az Országos Magyar Párton belül okozta, de Bánffy valóban a háttérben maradt. Az OMP reformistái álltak közel hozzá, így Kós, Spectator, s csupán a nagy múltú Ellenzék című napilapon keresztül – melynek főrészvényese volt – szólt bele az erdélyi politika eseményeibe.

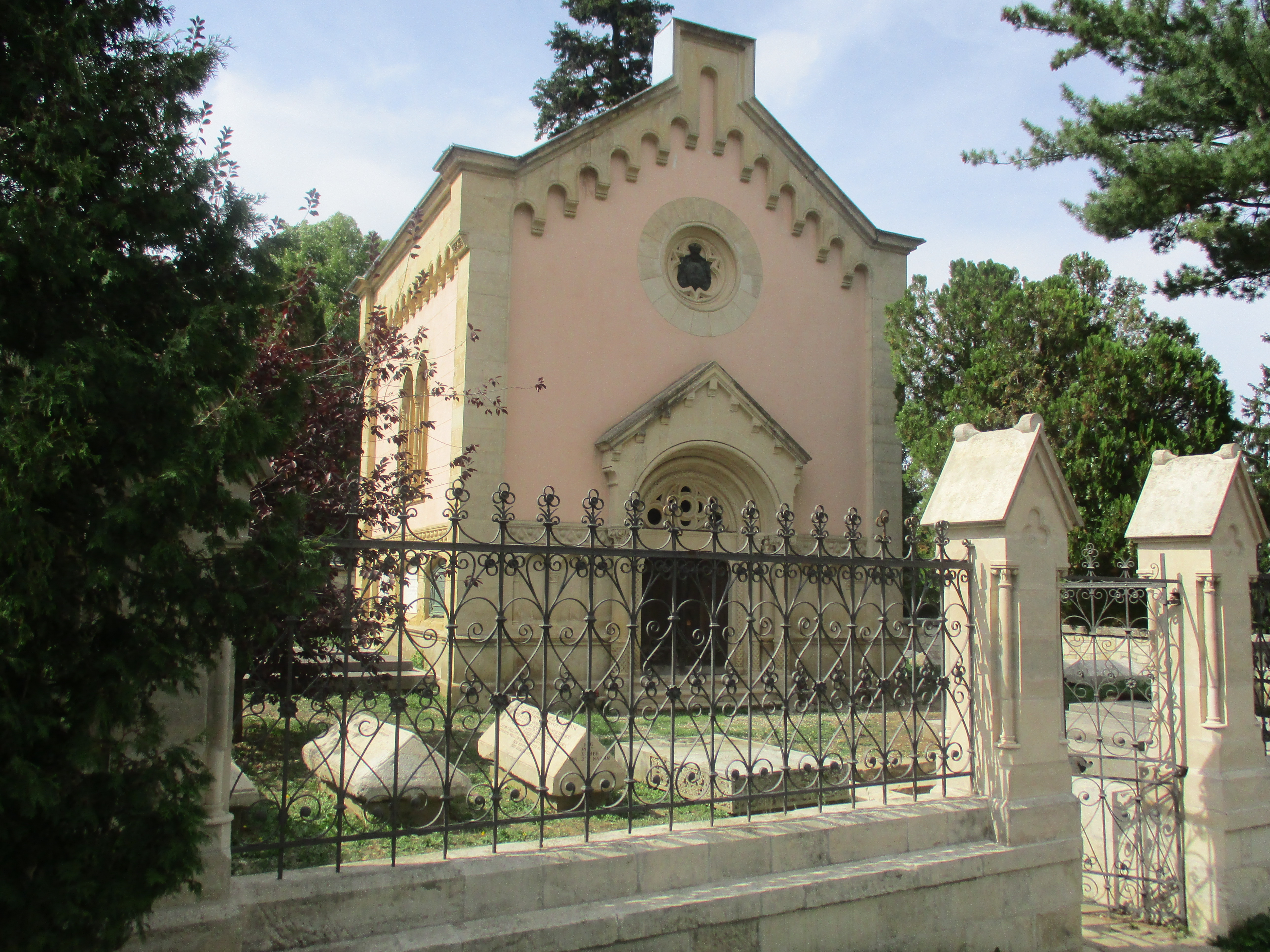
Bánffy-kripta a Házsongárdi temetőben

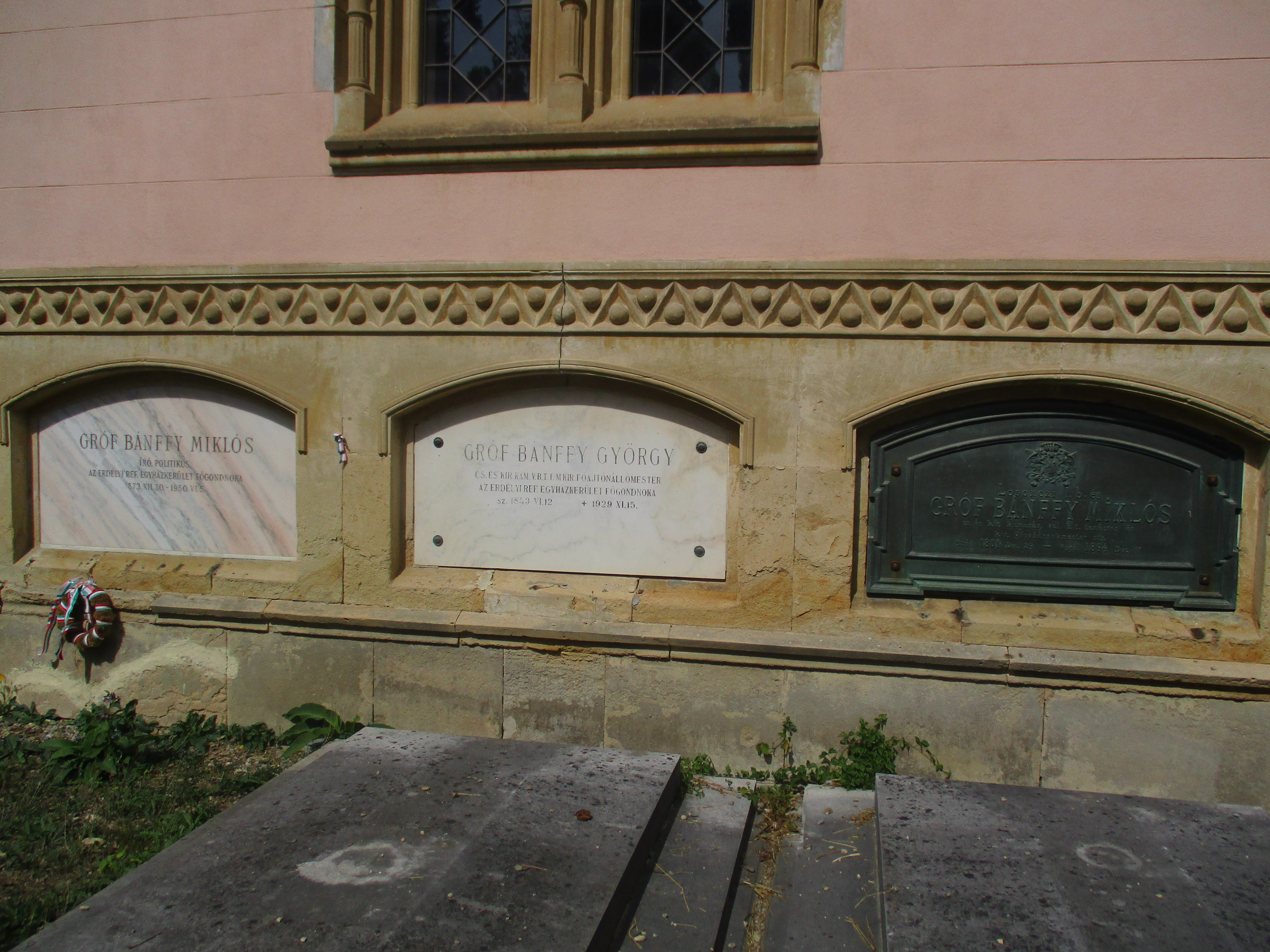
Síremléke a Bánffy-kripta falában

1939-ben vezetésével létrejött a Romániai Magyar Népközösség, a magyarság kulturális és gazdasági-társadalmi képviseletének ellátására. A szervezet egészen a második bécsi döntésig az egyetlen romániai magyar érdekvédelmi és tömegszervezet volt. Ekkor indultak tárgyalások egy új kisebbségi statútumról is, amely különösen az oktatásban, a kulturális intézmények és az egyházak működésében ígért javulást. A tartós nemzeti elnyomás és az eluralgó belpolitikai káosz hatására azonban az erdélyi magyarság többsége ekkor már szkeptikusan tekintett az ilyen egyezkedési kísérletekre.
Miután Észak-Erdélyt Magyarországhoz visszacsatolták, 1940-ben a magyar országgyűlés behívott erdélyi felsőházi tagja lett. 1943-ban Bethlen István titkos megbízatásával Bukarestben tárgyalt a Hitler-ellenes erőkkel (Iuliu Maniuval), ez azonban a németek tudomására jutott, és 1944 őszén német csapatok kifosztották és felgyújtották bonchidai kastélyát. 1944 nyarán-őszén többször tárgyalt Horthyval, akit megpróbált rávenni a háborúból való kilépésre, de csak annyit ért el, hogy megvédte Kolozsvárt a fronttá válásától, az elpusztítástól. 1944. október 17-én a Szálasi-puccsot követően rövid levélben lemondott felsőházi tagságáról, indoklása szerint „Tekintettel arra, hogy magyar törvényhozásról többé nem lehet szó …”. Bánffy Miklós és családja Budapesten érte meg a front átvonulását, 1945 tavaszán tértek vissza Kolozsvárra. A háború után otthon sem fogadták úgy, ahogy megérdemelte volna, sőt vagyonából a helybéliek teljesen kiforgatták, birtokát elvették.

## Kulturális tevékenysége

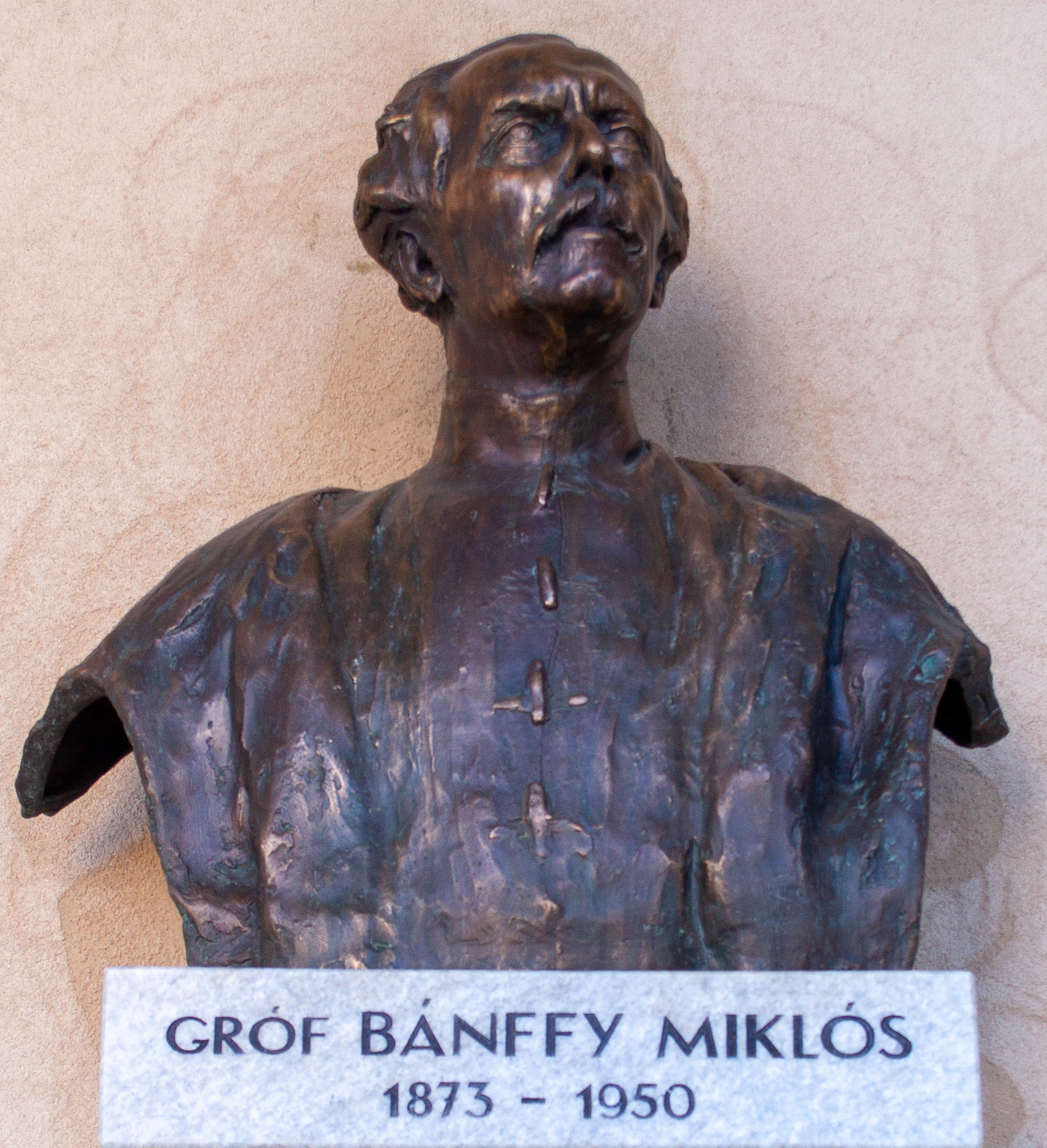
Mellszobra a szegedi Dóm téren

Kolozsváron, első egyetemi éveiben Gegenbauernél zenélt, írt is pár zenedarabot, amit azonban jóformán csak Zichy János akkori kultuszminiszter felesége, Zichy Margit ismert, aki maga is nagy zenekedvelő és nagyszerű zongorajátékos volt, ő ajánlotta férjének Bánffy Miklós kinevezését a budapesti Operaház és a Nemzeti Színház intendánsává, 1912-ben.
A kulisszák világa sem volt ismeretlen Bánffy Miklós számára: diákkorában szinte minden este színházban volt, 18 éves korában már írt egy színdarabot, amelyet műkedvelők mutattak be, és néha délutáni előadásokon – amelyeket ismerősei nem látogattak – statisztált is a színházban.
Bánffy Miklós Kisbán Miklós néven drámaíróként vált ismertté, a Naplegenda című drámájának 1906-os bemutatója hírt s nevet szerzett neki, Ady Endre figyelmét is felkeltette. A Nagyúr című, 1912-ben bemutatott színpadi művét Kós Károly méltatta elragadtatással: „Katona József óta a legmonumentálisabb és legtökéletesebb históriai magyar drámá”-nak nevezte. A harmincas években Martinovics című drámájával keltett viharos/vitatott visszhangot. Utolsó bemutatott darabja, Az ostoba Li, Kolozsváron került színpadra, 1946-ban.
Első novelláit, elbeszéléseit 1914-ben A haldokló oroszlán címen adta ki. A novella, elbeszélés, a kisregény a későbbiekben is kedvelt műfaja maradt, végigkísérte pályáján. Kötettel ugyan ritkán jelentkezett – Reggeltől estig (kisregény, 1927), Fortéjos Deák Boldizsár memoriáléja (elbeszélések, 1931), Farkasok (elbeszélések, 1942), Bűvös éjszaka (kisregény, 1946) –, de azok mindenkor kedvező kritikai visszhangra találtak.
1912 és 1918 között a magyarországi állami színházak, beleértve a budapesti Operaház intendánsa volt. Díszlet- és jelmeztervei mellett a modern darabok előadását is támogatta. „Operaházi intendáns korában derült ki az is – írta később Kós Károly –, hogy nemcsak díszlet- és kosztümtervező, hanem világviszonylatban is elsőrangú és modern díszlet- és kosztümtervező.” Neki köszönhető, hogy a világ operaházaiban sikeres operák bekerültek a budapesti Operaház repertoárjába, sőt neki köszönhető az is, hogy Bartók Béla korábban elutasított műveit, A kékszakállú herceg várát és A fából faragott királyfit is bemutatta végül az operaház 1918-ban. Az ő díszleteivel és jelmezeivel felújított operát 2013-ban a Kolozsvári Opera bemutatta. 1916-tól a Kisfaludy Társaság tagja volt. Bécsi tartózkodása alatt portréfestéssel egészítette ki tiszteletdíját. 1923 és 1927 között a Képzőművészeti Tanács elnöke volt.
Miután 1926-ban visszaköltözött Erdélybe, az Erdélyi Helikon szerkesztője lett, és jelentős szerepet játszott az erdélyi irodalmi életben. Néhány műve németül, olaszul és franciául is megjelent. Nemcsak íróként, hanem grafikusként is maradandót alkotott. Az Erdélyi Szépmíves Céh által kiadott több könyvet illusztrált, például Tamási Áron műveit. Vagyonával ott állott a legjelentősebb magyar napilap, a kolozsvári Ellenzék és a legnagyobb kisebbségi magyar nyomdavállalat, a Minerva Rt. mögött.
Magyarországon a Szegedi Szabadtéri Játékokon megrendezte Az ember tragédiáját. Egy, az 1934. évi bemutatót megelőző írásában az Erdélyi Helikon 1934. februári számában maga számolt be több évtizedet átfogó Tragédia-élményéről, amelynek gyökerei a serdülő korában látott előadásokig vezethetők vissza. Bánffy 1934. július 15-én kezdte meg a tényleges rendezői munkát az 500 fős, főleg ínségmunkásokból és egyetemi hallgatókból verbuvált statisztériával. A főszereplők az általa tervezett új jelmezeket kapták. A bemutató előadásra augusztus 4-én került sor, zsúfolt nézőtér előtt. Augusztus 9-én Kurt Schuschnigg osztrák kancellár feleségével és kíséretével megtekintette a Tragédiát, s valamelyik előadáson ott volt – Bánffy meghivására – Octavian Goga is, Madách művének román fordítója.
A II. világháború utáni Kolozsváron Bánffy Miklós először próbált bekapcsolódni a színházi és irodalmi életbe. Bemutatták Az ostoba Li című darabját, egy kisregénye, a Bűvös éjszaka is megjelent, tagjává fogadta az újonnan alakult Romániai Magyar Írók Szövetsége, munkatársa lett az induló Utunknak, az egyetlen magyar irodalmi lapnak, amely abban az időben megjelent. De ezek a lehetőségek hamar bezárultak előtte: a berendezkedő kommunista hatalom mint „osztályellenséget” kezdte kezelni. Már nem közölték írásait, megélhetését nem tudta biztosítani, Király utcai házának egyetlen lakrészéből is ki akarták tenni, viszont útlevelet számtalan kísérlet után is csak 1949 legvégén kapott.

## AzErdélyi történet, a trilógia
Mindmáig leghíresebb műve, amely több kiadásban megjelent a háború után is, sőt napjainkban is, az Erdélyi történet címen ismert trilógia. Írói kibontakozását tetőzte be ez a háromrészes regény, amely eredetileg öt kötetben, közel ezerhétszáz oldalon jelent meg, és akkoriban az erdélyi magyar irodalom első korszakának legnagyobb szabású elbeszélő vállalkozásának számított. Elkészülése, megjelenése maga is közel egy évtizedet fogott át: az első kötet, a Megszámláltattál… 1934-ben, az És híjával találtattál 1937-ben, végül a Darabokra szaggattatol 1940-ben hagyta el Kolozsvárott az Erdélyi Szépmíves Céh nyomdáját. Hatalmas vállalkozás, nemcsak kivételes terjedelme, hanem epikai anyagának sokrétűsége, a lapjain életre kelő írói szándék következtében is, irodalomtörténeti helyét Nemeskürty István Babits Halálfiai és Kassák Egy ember élete című nagyregényei mellett jelölte ki.
A trilógia mintegy tíz évet ölel fel a 20. század elejének történelméből, konkrétan az 1904-es évtől az első világháború kirobbanásáig. Illés Endre a Megszámláltattál… c. első kötet első magyarországi újra kiadásában Berzsenyit idézve fene fátumot ostromló merészségnek nevezi a regényt, íróját pedig olyan embernek tartja, aki gyönyörködik a világban, aki élvezi az életet, akit szórakoztat a világ változatossága, és aki kedvét leli mindenben, ami művészet és erőfeszítés. Ennek a színes és gazdag világnak a leírása már önmagában is értékké tenné ezt a kalandos, de ugyanakkor történetileg hiteles nagyregényt, ha el is tekintenénk említett irodalmi értékeitől. Pomogáts Béla így fogalmaz: „… történelmi értelemben mindenképpen válságos évtizedet, amely során olyan, a regényben is megörökített események jelezték a hanyatlás menetét, mint a kiegyezés óta folyamatosan kormányzó Szabadelvű Párt széthullása, az ellenzéki koalíció választási sikere, majd kormányzati csődje, az 1908-as annexiós válság, a balkáni háborúk, majd a baljós korszak zárójeleneteként a szarajevói merénylet és a kirobbanó első világháború."

## Földbirtokosként
Bonchidán mintaszerű gazdaságot működtetett, remek lovaival megjelent a bukaresti versenyeken is.

## Főbb művei
- A külkereskedelmi politika eszközei; Politzer, Bp., 1902
- Kisbán Miklós: Naplegenda; Singer-Wolfner, Bp., 1906
- Kisbán Miklós: A nagy úr. Attila. Színmű; Singer-Wolfner, Bp., 1913
- Kisbán Miklós: A haldokló oroszlán; Singer-Wolfner, Bp., 1914
- Kisbán Miklós: Az erősebb. Színmű; Athenaeum, Bp., 1918
- Kisbán Miklós: Maskara; Athenaeum, Bp., 1926
- Kisbán Miklós: Reggeltől-estig. Regény; ill. Kós Károly; Erdélyi Szépmíves Céh, Cluj-Kolozsvár, 1927 (Erdélyi Szépmíves Céh kiadványa. XVI. sorozat)
- Kisbán Miklós: Martinovics. Színmű; Erdélyi Helikon, Kolozsvár, 1931
- Kisbán Miklós: Fortéjos Deák Boldizsár memoriáléja; Athenaeum–Erdélyi Szépmíves Céh, Bp.–Kolozsvár, 1932
- Emlékeimből; Erdélyi Szépmíves Céh, Kolozsvár, 1932 (Erdélyi Szépmíves Céh kiadványa. VI. sorozat)
- Megszámláltattál… Regény, 1–2.; Erdélyi Szépmíves Céh, Kolozsvár, 1934 [Az Erdélyi történet c. trilógia 1.]
- És hijjával találtattál… Regény, 1–2.; Erdélyi Szépmíves Céh, Kolozsvár, 1935 (Az Erdélyi Szépmíves Céh 10 éves jubileumára kiadott díszkiadás) [Az Erdélyi történet c. trilógia 2.]
- Darabokra szaggattatol; Erdélyi Szépmíves Céh, Kolozsvár, 1940 (Az Erdélyi Szépmíves Céh jubileumi díszkiadása) [Az Erdélyi történet c. trilógia 3.]
- Farkasok; Révai, Bp., 1942
- Naplegenda; Révai, Bp., 1944
- Kisbán Miklós: Bűvös éjszaka; Józsa Béla Athenaeum, Kolozsvár, 1946
- Huszonöt év. 1945; sajtó alá rend., bev., jegyz., képvál. Major Zoltán; Püski, Bp., 1993
- Emlékeimből. 1932; 2. bőv. kiad.; Polis, Kolozsvár, 2001
- Bánffy Miklós összes novellái; Polis, Kolozsvár, 2004
- Erdélyi történet; Balassi–Polis, Bp.–Kolozsvár, 2006 (Bánffy Miklós művei)
- Mesék. Felnőtteknek; sajtó alá rend., szerk., előszó Sas Péter; Noran, Bp., 2007
- Milolu. Három kisregény; Balassi–Polis, Bp.–Kolozsvár, 2007 (Bánffy Miklós művei)
- Novellák; Balassi–Polis, Bp.–Kolozsvár, 2008 (Bánffy Miklós művei)
- A nagyúr. Bánffy Miklós emlékezete; vál., szerk., összeáll. Sas Péter; Nap, Bp., 2008 (Emlékezet)
- Bánffy Miklós összes drámái; sajtó alá rend. Kereskényi Hajnal; Polis, Kolozsvár 2009
- Drámák; Balassi, Bp., 2010 (Bánffy Miklós művei)
- Emlékezések, irodalmi és művészeti írások; sajtó alá rend. Dávid Gyula; Polis, Kolozsvár, 2012
- Bánffy Miklós emlékkönyv; szerk. Szebeni Zsuzsa; Magyar Közlöny Lap- és Könyvkiadó, Bp., 2013 (Nemzeti könyvtár)
- Egy erdélyi gróf emlékiratai; utószó Major Zoltán, jegyz. Kovács Attila Zoltán, Major Zoltán; Helikon, Bp., 2013
- Emlékeimből; sajtó alá rend. Kovács Attila Zoltán; Szépmíves, Bp., 2017
- Huszonöt év; sajtó alá rend. Kovács Attila Zoltán, Major Zoltán; Szépmíves, Bp., 2017
- A külkereskedelmi politika eszközei; sajtó alá rend. Kovács Attila Zoltán, utószó Balog László; Szépmíves, Bp., 2017
- Kései levelek, 1944–1949. Kolozsvár, Budapest, Casablanca, Tanger; Szépmíves, Bp., 2018

### Rajzok
- Ben Myll néven: Fresques et frasques (1922 k.)
- Politikusportrék. Bánffy Miklós karikatúrái, 1921; szerk. Soóky Andrea, Gilicze Ágnes; Balassi–Polis, Bp.–Kolozsvár, 2006

## Emlékezete

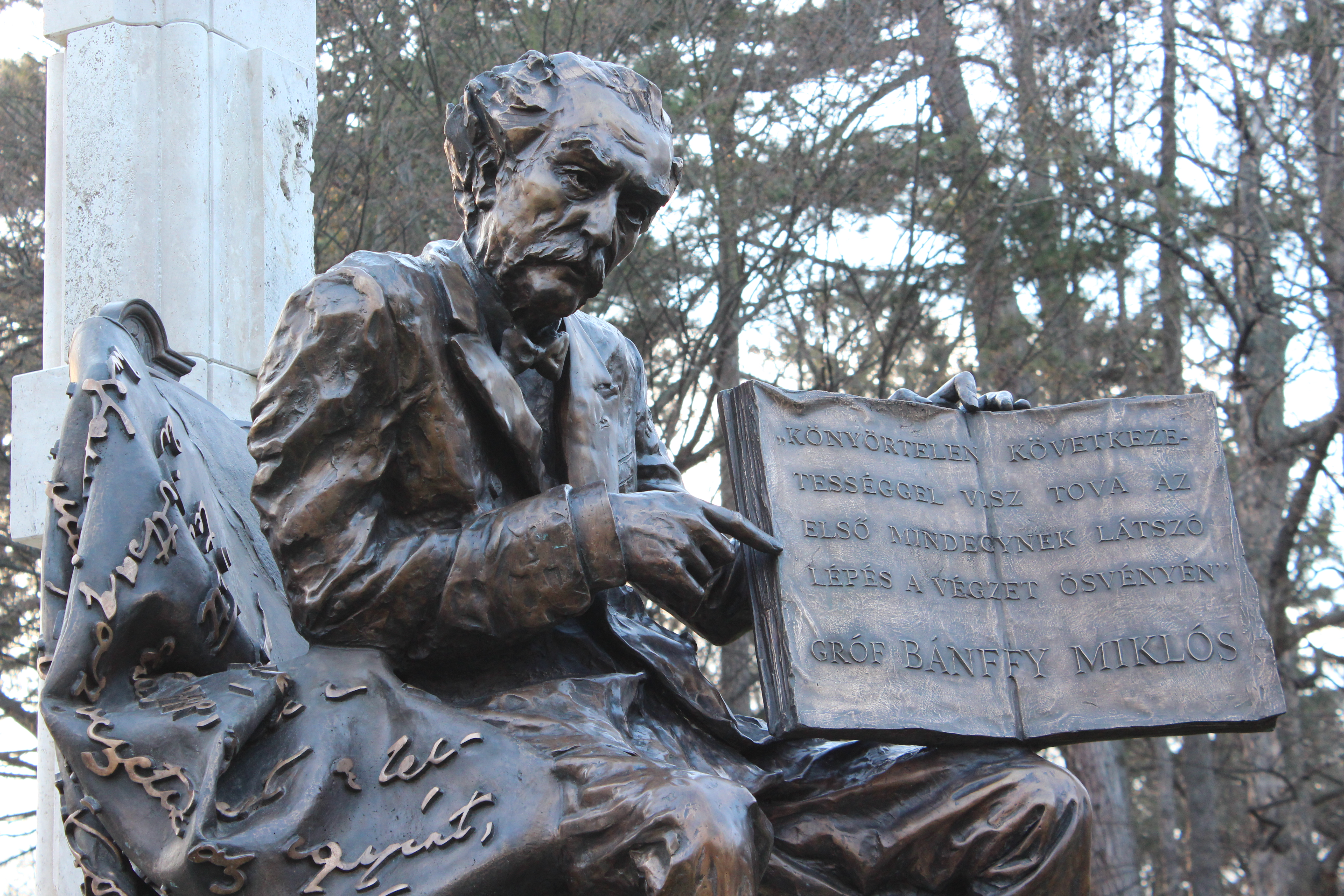
Soproni szobra

- Az emlékére alapított Bánffy Miklós-díj a kultúra és a közművelődés érdekében hosszabb időn át, kiemelkedő munkát végző minisztériumi, intézményi és egyéb (gazdasági, üzemeltetői stb.) dolgozók részére adományozható állami kitüntetés.
- Gróf Bánffy Miklós emlékére Magyarország romániai nagykövetsége, Bukarest és a Balassi Intézet – Bukaresti Magyar Intézet szervezésében 2013 márciusában emlékkiállítást szervezett.
- 2013. december 14-én, a soproni népszavazás létrejöttében végzett tevékenysége elismeréseként Sopronban szobrot avattak tiszteletére (a szobor Párkányi Raab Péter alkotása).[29]
- Operaház Eiffel Műhelyházában a színház-és próbaterem az ő nevét viseli (Vö. az Operaház intendánsa volt).